# Jean-Marie Messier
Pour les articles homonymes, voir Messier, J2M et JMM.
Jean-Marie Messier, surnommé « J2M », voire « J6M » (Jean-Marie Messier Moi-Même Maître du Monde), est un haut fonctionnaire et homme d'affaires français, né le 13 décembre 1956 à Grenoble (Isère).
Associé-gérant chez Lazard, Jean-Marie Messier a dirigé la Compagnie générale des eaux. Sous sa direction, le groupe s'agrandit et devient Vivendi.

## Biographie

### Jeunesse et études
Jean-Marie Messier est issu d'une famille bourgeoise catholique avec un père, Pierre Messier, expert-comptable, et une mère, Janine, engagée dans le mouvement associatif. On l'inscrit chez les Petits Chanteurs à la croix de bois.
Il effectue ses études à l'externat Notre-Dame de Grenoble, dont son père préside le conseil d'administration, puis au lycée Champollion. Il réussit les concours d'entrée à l’École centrale et à l'École des mines de Paris en 1975, mais choisit de redoubler sa classe de mathématiques spéciales pour pouvoir entrer à l'École polytechnique l'année suivante. 
Il est ainsi diplômé de l'École polytechnique, (X1976) et de l'École nationale d'administration (1980-1982). 
Jean-Marie Messier s'est marié une première fois avec Antoinette Fleisch, normalienne, agrégée de physique, avec qui il a eu cinq enfants. Il vit essentiellement entre ses résidences de Paris et du Connecticut. Il s'est remarié avec Christel Delaval, ex-épouse de Didier Schuller, sa compagne après sa séparation d'avec sa première épouse.

### Parcours professionnel

#### Haute fonction publique
Il devient à sa sortie de l'ENA inspecteur des Finances. Après un poste de directeur de cabinet (1986-1988) de Camille Cabana, ministre délégué chargé de la Privatisation, Jean-Marie Messier occupe celui de conseiller technique chargé des privatisations au cabinet d'Édouard Balladur.

#### Secteur bancaire et Compagnie générale des eaux
En 1989, il quitte la fonction publique et devient banquier d'affaires chez Lazard. Il y fait la rencontre de Guy Dejouany, alors président de la Compagnie générale des eaux (CGE), qui lui confie le montage du pacte d'actionnaires de Canal+, lequel pacte conduit à la démission bruyante d’André Rousselet de la présidence de Canal+. En novembre 1994, il est nommé directeur général de la CGE. Il succède à Guy Dejouany, à son départ en juin 1996.

#### Vivendi
À partir du milieu des années 1990, Jean-Marie Messier accompagne la CGE dans sa transformation et la renomme Vivendi. La stratégie affichée est alors la maîtrise « du contenu et du contenant », Vivendi souhaitant contrôler à la fois les canalisations (tuyauteries pour l'eau, câbles de communications pour les informations) et ce qu'elles véhiculent (eau, flux d'informations).
Le groupe est alors très présent dans la communication avec Havas, Canal+ et SFR et prétend profiter pleinement de la bulle Internet.
Messier rachète en 2000 les actifs de « Seagram » (boissons, alcools, divertissements — dont les studios Universal) grâce à un échange d'actions dans lequel la famille Bronfman, propriétaire de Seagram, prend 8 % du capital du groupe français. Il revend les actifs dans les alcools de Seagram pour la somme de 8,2 milliards de dollars à Diageo et Pernod Ricard.
En septembre 2001, il s'installe à New York dans un appartement sur Park Avenue payé 17,5 millions de dollars par Vivendi Universal. En 2002, Vivendi s'enfonce lentement dans les difficultés, et déclare des pertes records (19 milliards d'euros pour l'activité communication, 14 milliards d'euros pour Vivendi Environnement) qui sont qualifiées de « pertes comptables » (car correspondant à des dépréciations d'actifs relatifs à des acquisitions), les plus importantes jamais enregistrées par une société basée en France. Le cours de bourse de Vivendi s'effondre à 38 euros en avril 2002, après avoir été divisé par deux depuis le plus haut historique de 150 euros atteint en mars 2000.
Au même moment, Messier décide de se séparer de Pierre Lescure, patron fondateur de Canal+, et lance un plan de licenciement. Au siège de Vivendi, le conseil d'administration, sous l'impulsion de Claude Bébéar le fondateur d'Axa, se désolidarise de Messier ; les salariés de la chaîne manifestent contre le renvoi de Pierre Lescure. De plus, des propos de Messier sur l'exception culturelle française ont mis à mal ses relations avec les milieux artistiques : Bertrand Cantat, dont le groupe Noir Désir est pourtant édité chez Vivendi, lui adresse un discours cinglant lors des Victoires de la musique 2002 — le groupe l'avait déjà égratigné avec son titre L'Homme pressé en 1996 — et il doit en outre se faire très discret au Festival de Cannes.
Le 3 juillet 2002, Jean-Marie Messier démissionne de son poste de président-directeur général à la suite d'une campagne menée par Seagram et Claude Bébéar. Après négociation de son protocole de départ, les indemnités conventionnelles de 18,5 millions de dollars sont l'objet d'un contentieux judiciaire. Jean-René Fourtou, ancien président d'Aventis, reprend en main le groupe.
Encensé par la presse française dans les années 1990, Jean-Marie Messier est, par la suite, vivement critiqué par celle-ci qui lui reproche le coût des acquisitions dans le divertissement, notamment dans les sociétés Seagram et Universal Studios en 2000 et celle du bouquet numérique USA Network en 2001, acquisitions qui dilapident en quelques années la trésorerie accumulée par la CGE.

#### Après Vivendi
Après 2005, Jean-Marie Messier vit entre New York et Paris et dirige une entreprise de conseil qui affiche à son palmarès de nombreux mandats « Messier Partners », fondée en 2003 avec pour associée, Fatine Layt, femme d'affaires franco-marocaine qui s’en retire en 2007.
L'entreprise est refondée et renommée « Messier Maris et Associés » en 2010 quand il s'associe avec un ancien co-dirigeant de la banque d'affaires Lazard à Paris, Erik Maris,.
Début 2007, il devient actionnaire et administrateur du groupe Rentabiliweb, dirigé par Jean-Baptiste Descroix-Vernier, aux côtés de groupe Arnault SAS et de Stéphane Courbit (ex-patron d'Endemol). La société, basée en France, fait plus d'affaires en France qu'aux États-Unis. Aussi réside-t-il à Paris trois semaines par mois depuis la rentrée 2008.
Jean-Marie Messier fait aussi, en 2009, son retour sur la scène médiatique, notamment par la publication d'un livre, Le jour où le ciel nous est tombé sur la tête, et par de nombreuses entrevues. Cela donne lieu à des polémiques, notamment pour ses critiques et ses leçons quant à la gestion de la crise.
En tant que banquier d'affaires, il gère en 2020 l'OPA de Veolia sur Suez, ce qui lui aurait rapporté 22 millions d'euros.

### Parcours professoral
Jean-Marie Messier a enseigné les finances publiques à l'Institut d'études politiques de Paris dans les années 1980.

## Affaires judiciaires
À la mi-juin 2004 à Paris, Jean-Marie Messier a de nouveau affaire à la justice dans le cadre de l'enquête sur les comptes de l'entreprise Vivendi. Il est placé en garde à vue, soupçonné « d'abus de biens sociaux et de manipulation de cours ». Afin de préserver l'action Vivendi Universal d'une forte chute les jours suivant le 11 septembre 2001 (du 17 septembre au 2 octobre plus précisément), le groupe a racheté de nombreuses actions, ce qui est interdit dans les quinze jours précédant une publication de résultats. Pour le moment[Quand ?], ses administrateurs ne sont pas mis en cause.
Le 7 décembre 2004, Jean-Marie Messier est condamné à une amende d'un million d'euros pour avoir « délibérément diffusé […] des informations inexactes et abusivement optimistes » alors qu'il dirigeait Vivendi Universal.
Le 21 janvier 2011, il est condamné à trois ans de prison avec sursis et 150 000 euros d'amende pour sa gestion du groupe.
Le 22 septembre 2011, Jean-Marie Messier est débouté par la 17e chambre du tribunal correctionnel de Paris pour son action judiciaire en diffamation intentée, en 2009, contre les éditions Albin Michel, leur président Francis Esménard et le journaliste-écrivain Jean Montaldo, signataire du livre Lettre ouverte aux bandits de la Finance le mettant en cause, au même titre que les grands acteurs et spéculateurs, français et étrangers, « dont l'avidité et la cupidité viennent de précipiter le monde dans la plus grande destruction de valeurs de tous les temps. » En outre, le même jugement « condamne Jean-Marie Messier à payer à Francis Esménard et Jean Montaldo [des] dommages et intérêts pour abus de constitution de partie civile. »
Le 19 mai 2014, Jean-Marie Messier est condamné par la cour d'appel de Paris à dix mois de prison avec sursis et 50 000 euros d'amende pour abus de biens sociaux à l'occasion de son départ du groupe Vivendi en 2002 (notamment de son indemnité de départ de 18,5 millions de dollars), sa peine étant réduite par rapport à la peine de trois ans avec sursis prononcée en première instance en 2011.

## Publications
- J6m.com : faut-il avoir peur de la nouvelle économie ?, Paris, Hachette littératures, 2000
- Avec Yves Messarovitch, Mon vrai journal, Paris, Balland, 2002
- Le jour où le ciel nous est tombé sur la tête, Paris, Le Seuil, 2009

#### Presse
- Bruno Abescat, « Le Messie de la Générale », sur lexpress.fr, Paris, L'Express, 17 novembre 1994 (consulté le 30 janvier 2016)
- Martine Orange, « Jean-Marie Messier, les six mois de chute », sur lemonde.fr, Paris, Le Monde, 1er juillet 2002 (consulté le 30 janvier 2016)